# 大学・高等専門学校コード
大学・高等専門学校コード（だいがく・こうとうせんもんがっこうこーど、英: Identification code for universities and colleges）とは、日本産業規格が定める日本の大学又は高等専門学校に割り振られている識別子である。

## 規格
大学・高等専門学校コード（以降「本コード」と表記）は、1974年3月1日にJIS C 6302として制定され、1987年3月1日にJIS X 0408に移行した。制定以来2020年まで9度の改正を受けたが、学校コードへ移行するため2022年4月20日に廃止された。最終改正以後、2021年4月1日までの新設・校名変更・廃止については変更通知の形で反映されている。

## 制定の経緯
学校を指すコードは、文部省（当時）が学校基本調査に用いる学校調査番号があるほかは、各企業が必要に応じて独自に設定したコードが用いられていた。大学と高等専門学校については全国的な利用頻度が高いことから標準化の優先度が高いと判断され、1972年に学校調査番号を基盤として原案が作成され、翌年調査会に付議され、1974年に規格制定となった。

## 定義
- 本コードで用いられる「大学・高等専門学校」とは、学校教育法で規定された大学（短期大学、専門職大学を含む）又は高等専門学校である[5]:1。
- 本コードは4桁のアラビア数字で表わされる[5]:1。第1桁は大学・高等専門学校の学校種別・設置者区分に対応しており、残り3桁は連番である[6]。なおユーザー利用領域として9500～9999があり、旧制度の高等教育機関についての利用が想定されている[4]。
- 廃止されたものは削除となり再利用されない。

| 第1桁 | 学校種別     | 設置者区分 | 収録数 |
| ----- | ------------ | ---------- | ------ |
| 0     | 大学         | 国立       | 112    |
| 1     | 大学         | 公立       | 117    |
| 2     | 大学         | 私立       | 663    |
| 3     | 短期大学     | 国立       | 47     |
| 4     | 短期大学     | 公立       | 81     |
| 5     | 短期大学     | 私立       | 566    |
| 6     | 高等専門学校 | 国立       | 59     |
| 7     | 高等専門学校 | 公立       | 6      |
| 8     | 高等専門学校 | 私立       | 7      |

- 第1桁0（国立大学に相当）のなかに放送大学0991が特別扱いで配置されている。
- 第1桁2（私立大学に相当）のなかで2587が欠番となっている。
- 第1桁5（私立短期大学に相当）のなかに、5556～5656と101件連続した欠番がある。
- 合併に際して制度上新旧の学校が併存する場合に、同名の学校に複数の番号が割り当てられた状態が生じることがある。
- 私立から公立のように設置者区分が変更される場合には番号が変更される。それ以外で、設置者変更や校名変更の場合には同じ番号が維持される。

## 一覧
JIS X 0408に収録されたコード番号の一覧は以下のSPARQLクエリで取得できる（一部欠けているものあり）。
```
SELECT
 
?label
 
?code
 
WHERE
 
{

  
?item
 
rdfs
:
label
 
?label
;

    
wdt
:
P7251
 
?code
.

  
FILTER
((
LANG
(
?label
))
 
=
 
"ja"
)

}

ORDER BY
 
(
?code
)

LIMIT
 
2000

```

ここをクリックするとウィキデータ・クエリを起動します